# Comesperma viscidulum
Comesperma viscidulum är en jungfrulinsväxtart som beskrevs av F. Müll.. Comesperma viscidulum ingår i släktet Comesperma och familjen jungfrulinsväxter. Inga underarter finns listade i Catalogue of Life.